# 追风草
追风草（学名：Veronica linariifolia），又名细叶婆婆纳，为車前草科婆婆纳属下的一个种。該物種在中華人民共和國新疆維吾爾自治區境內有分佈。

## 扩展阅读
- 維基物種上的相關：追风草